# Софи Фъргюсън
Софи Фъргюсън (на английски: Sophie Ferguson) е австралийска тенисистка, родена на 19 март 1986 г. в Сидни, Австралия.
Най-доброто ѝ представяне в турнири от Големия шлем е достигане на 2 кръг. За първи път това се случва на Острелиън Оупън 2005. Там тя е елиминирана от Надя Петрова с 6-4, 0-6, 1-6.
През 2010 г. достига 2 кръг и на Ролан Гарос 2010, след като преди това се справя в квалификациите последователно с Олга Савчук, Леся Цуренко и Лурдес Домингес Лино. На старта побеждава Квитова с 2:1 сета, а на 1/32 финалите отстъпва на Франческа Скиавоне с 2-6, 2-6.